# Helena Zadarska
Helena Zadarska (hrvaško Jelena), znana tudi kot Helena Slavna (hrvaško Jelena Slavna), je bila od leta 946 do 969 soproga hrvaškega kralja Mihaela Krešimirja II., * ni znano, † 8. oktober 976. 
Obdobje vladavine Krešimirja II. Je bilo obdobje miru in razcveta.  Po moževi smrti leta 969 je bila v času mladoletnosti njunega sina Štefana Držislava do leta 976 regentka Hrvaške.

## Življenje
Helena naj bi izhajala iz stare zadarske patricijske družine Madi. Z Mihaelom Krešimirjem II. se je poročila leta 949 in postala hrvaška kraljica žena. 
Po moževi smrti leta 969 je kot kraljica vdova postala regentka njunega mladoletnega sina in v njegovem imenu tudi regentka Hrvaške. Kot taka je vladala do svoje smrti. 

### Regentstvo
Po Historia Salonitana Tomaža Arhidiakona iz 13. stoletja je kraljica Helena zgradila cerkvi sv. Štefana in sv. Marije v Saloni (današnji Solin). Atrij cerkve sv. Štefana je postal mavzolej hrvaških kraljev in je ohranjen do danes.
Helena je igrala osrednjo vlogo pri združevanju hrvaških in bizantinskih interesov v Hrvaškem kraljestvu in s tem postavila temelje, da je njen sin Štefan Držislav prevzel suverenost nad Dalmatinsko temo, ki je bila urasno pod bizantinsko oblastjo. 

### Nagrobni napis
Helena je umrla oktobra 976 in bila pokopana poleg moža v cerkvi sv. Marije v Solinu. Na njenem sarkofagu je napis, ki osvetljuje rodoslovje zgodnjih hrvaških vladarjev. Besedilo napisa se glasi: 
IN HOC TUMULO QUIESCIT HELENA FAMOSA, QUE FUIT UXOR MIHAELI REGI, MATERQUE STEFANI REGIS, HABENAS RENUIT REGNI. VIII IDUS MENSIS OCTOBRIS IN PACE HIC ORDINATA FUIT ANNO AB INCARNATIONE DOMINI DCCLXXVI INDICTIONE IV, CICLO LUNARE V, EPACTA XVII, CICLO SOLARI FIT PUPILLORUIM TUTORQUE VIDUARUM. ICQUE ASPICIENS VIR ANIME DIC MISERERE DEUS. 
V tem grobu počiva slavna Helena, ki je bila žena kralja Mihaela in mati kralja Štefana. Vladala je kraljestvu. Osmi dan pred oktobrskimi idami je bila tukaj pokopana v miru 976 let četrtega indikta po Gospodovem učlovečenju, v petem ciklu lune, sedemnajstem epaktu in petem ciklu sonca, ki je sočasen s šestim. In tista, ki je bila v svojem življenju kraljica, je bila tudi mati sirot in zaščitnica vdov. Naj tisti, ki to bere, reče: 'Gospod, usmili se njene duše!'